# Zoo de Ragunan
Le zoo de Ragunan est un parc zoologique indonésien situé dans la partie sud de la capitale, Jakarta, sur l'île de Java. Couvrant une superficie de 140 hectares il présente environ 3 000 animaux de plus de 270 espèces, ainsi que 171 espèces de plantes. Il emploie plus de 450 personnes,. Aménagé dans un cadre tropical luxuriant, il donne une large place aux animaux indigènes, comme les dragons de Komodo, les orangs-outans, les tapirs, les anoas, les tigres de Sumatra et les bantengs. 
Le Zoo de Ragunan serait le troisième plus vieux zoo du monde encore en activité et le deuxième plus vaste avec la plus grande diversité d'animaux et de plantes.
Il est membre de Association des zoos d'Asie du Sud-Est (en) et de l'Association mondiale des zoos et aquariums (WAZA).

## Historique

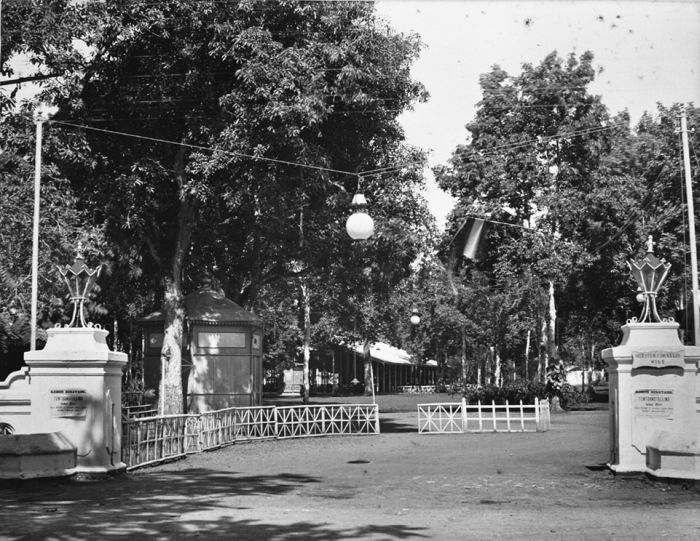
Le premier zoo de Batavia (actuelle Jakarta) situé dans le centre de la ville.

Le zoo est créé en 1864 par une organisation néerlandaise des Indes orientales dédiée à la faune et à la flore, la Vereneging Plantenen Dierentuin de Batavia (ancien nom de l'actuelle Jakarta). Le peintre indonésien Raden Saleh fait don d'environ 10 hectares de ses terres pour la création d'un premier zoo à Cikini, dans le centre-ville de Batavia (aujourd'hui Jakarta Centre). Le zoo déménage ensuite à son emplacement actuel en 1966, et ouvre le 22 juin 1966, géré par l'administration de la ville. L'ancien emplacement accueille aujourd'hui le centre culturel et parc scientifique Taman Ismail Marzuki et l'Institut des arts de Jakarta.
Le 19 septembre 2005, le zoo a été temporairement fermé pendant environ trois semaines sur ordre du gouverneur de Jakarta après que différentes espèces d'oiseaux ont contracté l'influenza aviaire. Il a rouvert ses portes le 11 octobre.
Le 1er janvier 2015, le Zoo de Ragunan a été visité par 186 456 visiteurs, un record pour ce jour, qui était précédemment d'environ 175 000 visiteurs, le 1er janvier 2011.
En 2015, le Zoo de Ragunan reçoit une subvention de 209 milliards de roupies indonésiennes (environ 14,5 millions d'euros) des collectivités locales. Avant cette année, le budget ne pouvait servir qu'aux coûts de fonctionnement, mais depuis 2015, il est suffisant pour être aussi utilisé dans l'amélioration du bien-être des animaux. En 2018, le Zoo de Ragunan prévoit d'être conforme aux standards internationaux, et d'avoir recruter des experts pour initier une amélioration du bien-être des animaux et des services pour les visiteurs.

## Installations et faune présentée

### Le Centre des primates Schmutzer

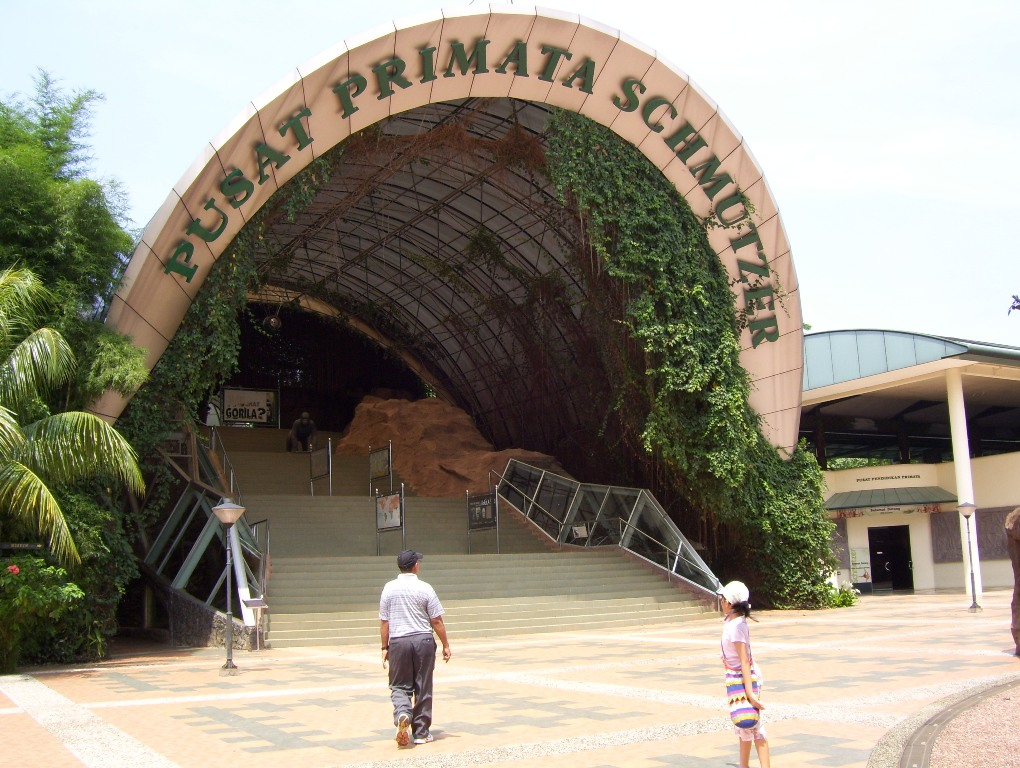
Entrée du Centre des primates Schmutzer.

Le Centre des primates Schmutzer a été ouvert en 2002. Il prend place dans l'enceinte du zoo, mais a été financé par des fonds privés et reste géré séparément. D'une superficie de 13 hectares, cette enceinte spéciale comprend divers enclos pour primates, y compris des gorilles, des chimpanzés et des orangs-outans. Le centre a été nommé en l'honneur de Pauline Antoinette Schmutzer, qui a fait don de son domaine au centre. Le Dr Willie Smits de la Fondation pour la survie de l'orang-outan de Bornéo a participé à la conception de l'enclos des orangs-outans, de sorte que ceux-ci disposent d'un environnement aussi proche que possible de leur habitat naturel. D'épaisses vitres de verre teinté permettent aux visiteurs de voir les orangs-outans, tout en étant invisibles pour eux.

### Reptiles

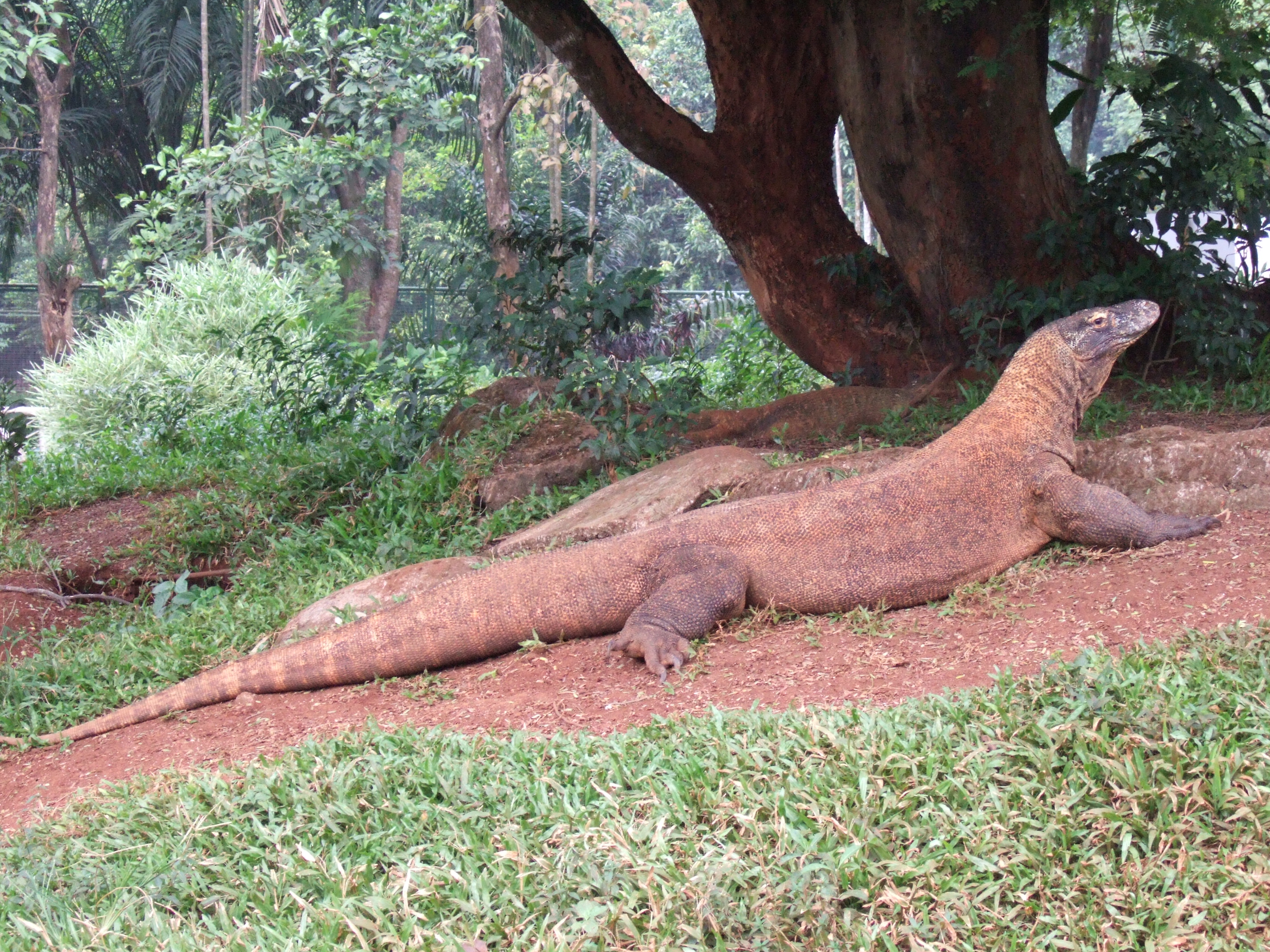
Un dragon de Komodo au Zoo de Ragunan.

Deux terrariums permettent de présenter des serpents, dont certains sont venimeux, comme les pythons réticulés et les cobras royaux, ainsi que d'autres reptiles, comme des tortues.
Les grands reptiles tels que les dragons de Komodo sont situés dans une autre installation, tandis que les crocodiles marins et les gavials sont présentés dans une reconstitution de zone humide.

### Mammifères
Le zoo présente plusieurs types de langurs, de gibbons et de macaques. Les gorilles, les chimpanzés et les orangs-outans sont présentés dans le Centre des primates Schmutzer.
Parmi les petits mammifères sont présentés des ratons laveurs, des binturongs, des castors, des civettes palmistes hermaphrodites, des chevrotains malais, des porcs-épics de Java et des chauves-souris.
D'autres mammifères plus grands sont également présentés comme les babiroussas, les tapirs, les lamas, les antilopes, les chameaux, les oryx d'Arabie. Le zoo de Ragunan présente également de grands carnivores tels que des tigres, des léopards et des lions. L'enclos des tigres de Sumatra, des tigres blancs du Bengale, des ours noirs américains et des ours malais sont situés à l'extrémité sud-est du zoo, près du lac.

### Oiseaux

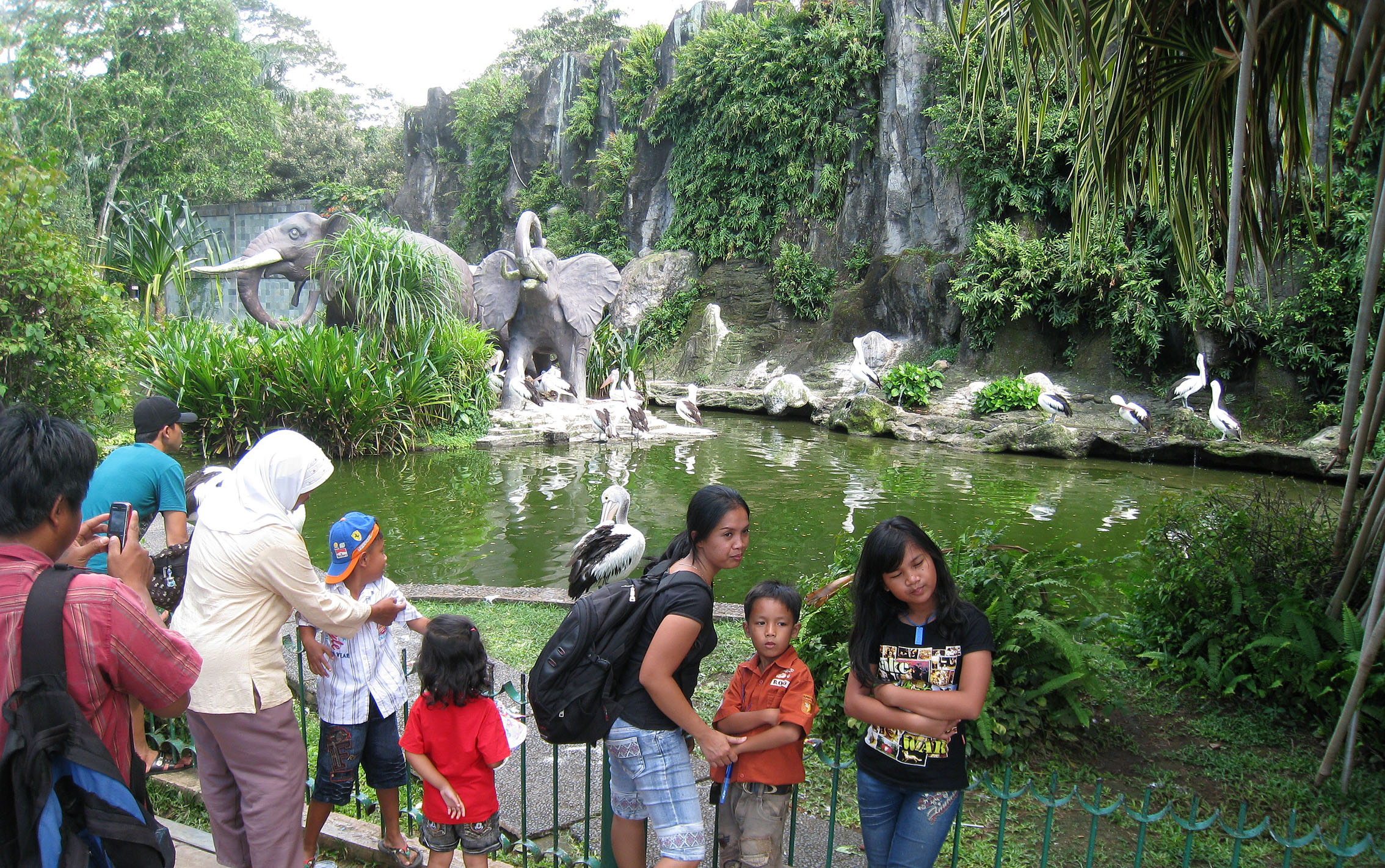
Le Zoo de Ragunan est une destination populaire des familles de Jakarta le week-end.

Un bassin avec des pélicans à lunettes, des cygnes et des canards est situé près de l'entrée. Plusieurs grandes volières et petites cages à oiseaux permettent la présentation de la collection d'oiseaux du zoo, qui comprend des paons spicifères, des paons bleus, des aigles de Java, des milans sacrés, des pygargues blagres, des serpentaires bacha, des étourneaux de Rothschild, des paradisiers petit-émeraude, des cacatoès noirs, des mainates religieux, des flamants, plusieurs espèces de calaos, de gouras, de cacatoès, de perroquets et de faisans. De grands oiseaux tels que les casoars, les émeus d'Australie, et les autruches d'Afrique sont présentés dans d'autres enclos.

### Grands enclos
La vallée et la rivière situées du côté est du zoo fournissent des paysages naturels de zones humides et de marais qui permettent de présenter des crocodiles, des gavials et des hippopotames. La plaine ouverte recrée une zone de savane avec différents types de cervidés, comme le rare cerf de Bawean, le cerf aboyeur ou l'antilope Nilgaut, et de buffles sauvages, comme le banteng ou l'anoa.

### Autres animaux
Le zoo présente aussi des éléphants de Sumatra (une sous-espèce de l'éléphant d'Asie), des kangourous, des girafes et des zèbres.

## Autres attractions
Le zoo propose des services variés destinés aux enfants avec notamment un mini-zoo, des aires de jeux, des manèges, ainsi que, le dimanche, des balades à dos d'éléphant, en calèche et des promenades en bateau sur le lac de Ragunan.
Des restaurants et des abris de pique-nique sont disponibles pour les visiteurs ainsi que des boutiques pour acheter des souvenirs du zoo.